# Aransas Pass (Teksas)
Aransas Pass je grad u američkoj saveznoj državi Teksas. Prema popisu stanovništva iz 2010. u njemu je živjelo 8.204 stanovnika.